# ASTY静岡
ASTY静岡（アスティしずおか）は、静岡県静岡市葵区にある大型商業施設。

## 概要
静岡駅高架下に設置された飲食店を主体にした商業施設で、ジェイアール東海静岡開発が運営している。
2019年からは東館、西館ともに大規模改装が行われている。
同駅北口には静岡ターミナル開発が運営する駅ビル商業施設パルシェがある。